# Kuschelparty
Als Kuschelparty (umgangssprachlich auch Knuddelparty) wird eine organisierte Veranstaltung bezeichnet, bei der untereinander fremde Personen in bequemer Kleidung auf ausgelegten Matten oftmals stundenlang miteinander kuscheln, ohne dabei sexuelle Absichten zu verfolgen. Die Kuschelparty hat ihren Ursprung in der aus New York stammenden „Cuddle Party“. Die oft bis zu fünfzig Teilnehmer sind durchschnittlich zwischen dreißig und fünfzig oder mehr Jahre alt – es herrscht keine Altersbegrenzung nach oben oder unten – und das Verhältnis der Geschlechter ist fast ausgeglichen.

## Geschichte

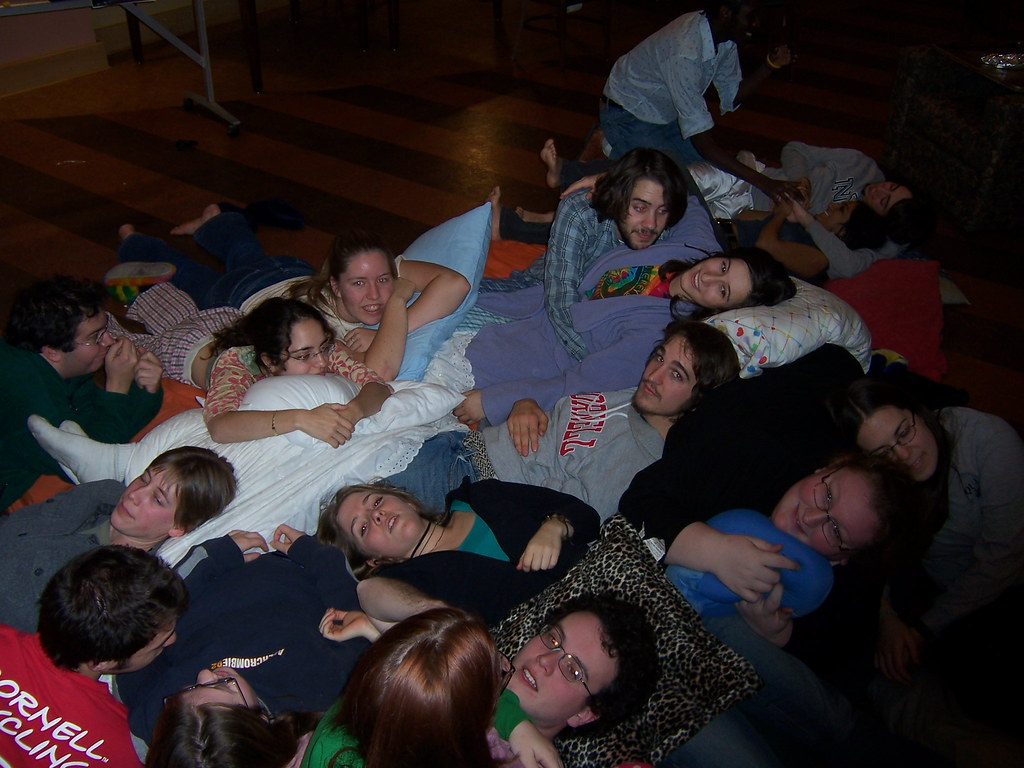
Cuddle Party

Die Cuddle Party wurde 2004 in New York vom Sexualtherapeuten Reid Mihalko (* 1969) und seiner Partnerin, der als Beziehungsberaterin arbeitenden Marcia Baczynski (* 1978), erfunden. Das ursprüngliche Ziel der Erfinder war es, neuen Schwung in die bereits existierenden Beziehungen ihrer Klienten zu bringen, da sich der tägliche persönliche Körperkontakt zwischen den Partnern auf ein Minimum beschränkt hatte. Zur ersten Cuddle Party luden Mihalko und Baczynski befreundete Musiker, Produzenten und Schauspieler in Mihalkos New Yorker Apartment ein. Heute arbeiten Mihalko und Baczynski als Ausbilder von Kuscheltrainern aus den gesamten USA. In Deutschland wurden die ersten Kuschelpartys im Jahr 2005 in Berlin veranstaltet. Auch in der Schweiz und in Österreich finden Kuschelpartys statt.
Deutschland
In Deutschland gibt es schon seit etwa Mitte der 1980er Jahre eine unter dem Namen A-Freizeiten bekannte Form der gemeinsamen Freizeitaktivität, bei der ein sogenanntes Kuschelmeeting eine ganz zentrale Veranstaltung ist. Das erste Kuschelmeeting fand auf einer Freizeit im Jahr 1995 statt. Dieses Kuschelmeeting ist der Kuschelparty in Form und Inhalt sehr ähnlich. Das Kuschelmeeting verbindet Kuscheln und Nähe mit der Möglichkeit, Gefühle und Erfahrungen zu teilen. In Form eines Go-Rounds erhält jeder Teilnehmer die Möglichkeit, etwas von sich mitzuteilen. Am Anfang werden die Regeln (ähnlich den Regeln 1 bis 8 der Kuschelparty) vorgelesen. Entstanden sind die A-Freizeiten aus dem Bedürfnis heraus, die positiven Wachstumsimpulse von Gästen der Klinik im Bad Herrenalb im Alltag zu vertiefen und das Gefühl von Geborgenheit und Wärme, das in dieser therapeutischen Gemeinschaft erlebt wurde, zu wiederholen. Eine Säule des Bad Herrenalber Modells ist das von Daniel Casriel entwickelte Bonding. Es wird vermutet, dass die Erfahrung des Bondings in Bad Herrenalb zumindest „Pate“ für das erste Kuschelmeeting war. Heute gibt es Kuschelparties vor allem im kommerziellen Bereich.

## Gesellschaft
New York hat den größten Single-Anteil der USA. Das langsame Verschwinden von Großfamilien, die Anonymität von Großstädten und die längeren Arbeitszeiten mit wenig Freizeit in den USA können zu Gefühlen der Vereinsamung bei den Menschen führen. Sich gegenseitig auf eine zwanglose Art und Weise zu berühren, kann deshalb bei vielen Menschen bereits eine nahezu therapeutische Wirkung erzielen. Es existieren mittlerweile verschiedene Arten von Kuschelpartys: Je nach Zielgruppe gibt es Partys für Männer, Frauen, gemischtes Publikum, älteres Publikum und Singles. Die Erkenntnisse der Erfinder lassen sich auf wenige Aussagen zusammenfassen: Erstens würden Männer Kuschelpartys nicht besuchen, um Frauen „anzubaggern“, sondern nur zum Kuscheln. Zweitens änderten Frauen ihr Verhalten Männern gegenüber radikal und bäten etwa ohne Angst vor einer Zurückweisung um ein Date. Drittens stärke gegenseitiges Berühren das Immunsystem und verhindere eine Ausschüttung des Stresshormons Cortisol.

## Ablauf
Jede Kuschelparty ist anders organisiert, aber es gibt ein gemeinsames Grundmuster: Zuerst Übungen zum gegenseitigen Kennenlernen und Annähern, dann die Schaffung von körperlicher Vertrautheit und schließlich das gemeinsame Kuscheln. „Kuscheltrainer“ beziehungsweise Moderatoren leiten die Übungen an und überwachen die Einhaltung der Kuschelregeln. Sie sorgen für eine liebevolle und geborgene Atmosphäre, in der sich alle Teilnehmer sicher und entspannt fühlen.

## Ähnliche Initiativen
- Kompetenzzentrum für Pädagogisches Raufen:[3] In Freising bei München fand 2003 erstmals eine öffentliche Veranstaltung Gaudiraufen statt. Im selben Jahr bot die dortige Volkshochschule einen Kurs an „Raufen macht Spaß“. Ende 2004 gründeten die dabei Aktiven eine „Raufakademie“ als Kompetenzzentrum für Pädagogisches Raufen.[4]
- Bei Lachclubs wird die Yoga-Lach-Technik des Lachyogas als Therapieform genutzt.
- In der aus Australien stammenden „Free Hugs Campaign“ (engl. free hugs, kostenlose Umarmungen) haben sich Anhänger gefunden, die mit einem Pappschild ausgestattet (Aufschrift „Free Hugs“, „Gratis-Umarmung“), gratis willige Passanten umarmen.[5]
- Wasserkuschelparty[6]
- Tanz-und-Kuschelparty[7]
- Die 2015 in Leipzig gegründete Mitkuschelzentrale vermittelte auf einer Internetplattform, in sozialen Medien und in Regionalgruppen Kontakte zwischen kuschelwilligen Menschen.[8]

## Belege
1. ↑   Regeln auf Kuschelpartys
2. ↑  Siehe Gerhard Schrabal: Kuschel dich glücklich!, Darmstadt 2014, Teil 5, darin Beiträge von Kuscheltrainer(inne)n aus verschiedenen Orten und ihren ersten eigenen Erfahrungen bei einer Kuschelparty S. 186 ff.
3. ↑  http://www.fight-for-fun.org/akademie-muc/index.htm
4. ↑  Gerhard Schrabal: Kuschel dich glücklich! Die heilende Energie von Kuschelpartys. Schirner-Verlag 2014, S. 72 ff.
5. ↑  Menschen aller Länder, umarmt euch! Die „Free-Hugs“-Bewegung kommt über Australien, Amerika, Israel und China nach Deutschland, Der Tagesspiegel, 1. Dezember 2006
6. ↑  Gerhard Schrabal: Kuschel dich glücklich S. 74 f.
7. ↑  Gerhard Schrabal: Kuschel dich glücklich S. 76.
8. ↑  Mitkuschelzentrale - Kuscheln mit Fremden gegen Einsamkeit. In: Deutschlandfunk Kultur. Abgerufen am 19. November 2020 (deutsch).